# Ait Sebaa Lajrouf
Ait Sebaa Lajrouf (en àrab آيت السبع لجروف, Āyt as-Sabʿ Lajrūf; en amazic ⴰⵢⵜ ⵙⴱⵄ) és una comuna rural de la província de Sufruy, a la regió de Fes-Meknès, al Marroc. Segons el cens de 2014 tenia una població total de 17.466 persones.